# ناثان كارتر
ناثان كارتر (بالإنجليزية: Nathan Carter)‏ هو مغني أيرلندي، ولد في 28 مايو 1990 في ليفربول في المملكة المتحدة.

## وصلات خارجية
- ناثان كارتر على موقع ميوزك برينز (الإنجليزية)
- ناثان كارتر على موقع ديسكوغز (الإنجليزية)